# Jacques-Paul Martin
Jacques-Paul Martin, francoski rimskokatoliški duhovnik, škof in kardinal, * 26. avgust 1908, Amiens, † 27. september 1992.

## Življenjepis
14. oktobra 1934 je prejel duhovniško posvečenje.
5. januarja 1964 je bil imenovan za naslovnega nadškofa palestinskega Neaplja in za uradnika Rimske kurije; 11. februarja istega leta je prejel škofovsko posvečenje.
Med 9. aprilom 1969 in 18. decembrom 1986 je bil prefekt Prefekture papeškega gospodinjstva.
Leta 1988 se je vrnil v Rimsko kurijo; 28. junija istega leta je bil povzdignjen v kardinala in imenovan za kardinal-diakona S. Cuore di Cristo Re.